# Verlag Dr. Otto Schmidt
Der Verlag Dr. Otto Schmidt KG ist ein juristischer Fachverlag mit Sitz in Köln, der heute vor allem auf das Gesellschafts- und Steuerrecht spezialisiert ist.

## Geschichte
Otto Schmidt gründete – zunächst als Einzelunternehmen – am 15. Oktober 1905 die Interessengemeinschaft „Centrale für Gesellschaften mit beschränkter Haftung Dr. Otto Schmidt“. 1919 wurde die Firmenbezeichnung um den Zusatz Verlag Dr. Otto Schmidt erweitert. Seit 1940 ist der Verlag eine Kommanditgesellschaft. Von 1990 bis Ende 2019 hielt die Verlag Dr. Otto Schmidt KG 50 % der Geschäftsanteile am RWS Verlag. Seit 2020 gehört der C.F. Müller Verlag zum Unternehmen.
In Kooperation mit Taxy.io brachte der Verlag Dr. Otto Schmidt im Dezember 2023 mit „Otto Schmidt Answers“ eine KI-Lösung auf Basis des Retrieval-Augmented Generation-Modells auf den Markt, die auf der Grundlage der Fachliteratur des Verlags Antworten auf fachlich anspruchsvolle Fragen gibt. Jede Antwort ist mit Quellenverweisen versehen, die eine inhaltliche Überprüfung der KI-Antwort ermöglicht. „Otto Schmidt Answers“ erhielt 2024 den Preis der Deutschen Fachpresse in der Kategorie „Beste KI-Lösung“.

## Geschäftsführung des Verlags
Otto Schmidt der Ältere (1866–1945) gründete den Verlag 1905 und leitete ihn bis 1945. Danach war Otto Schmidt der Jüngere (1902–1984) von 1929 bis 1944 Syndicus und Generalbevollmächtigter. Nach dem Tod von Otto Schmidt dem Älteren übernahm Helmut Simons bis 1973 die Verlagsleitung. Das Amt des Prokuristen und persönlich haftenden Gesellschafters wurde von 1958 bis 1994 an Hans-Martin Schmidt übergeben. Diese Position hatte Karl-Peter Winters von 1991 bis 2010 inne. Seit dem 1. Juli 2010 ist Felix Hey persönlich haftender Gesellschafter.

## Anwalt-Suchservice
Die Anwalt-Suchservice Verlag Dr. Otto Schmidt GmbH wurde 1989 von Anwälten in Frankfurt am Main gegründet und vier Jahre später vom Verlag Dr. Otto Schmidt übernommen. Der Suchdienst ist der älteste Anwaltsuchdienst in Deutschland. Bis zur Einführung der Anwaltsuchemaschine 1999 wurden die Kunden telefonisch beraten.
Seit der Einführung der Online-Suchmaschine betreibt der Suchdienst auch die Portale Anwaltsuche.de (2005) und Fachanwaltsuche.de (2010) .

## Wichtige Werke

### Zeitschriften
- AfP – Zeitschrift für Medien- und Kommunikationsrecht (AfP)
- Aktiengesellschaft (AG)
- AO-Steuer-Berater (AOStB)
- Arbeits-Rechts-Berater (ArbRB)
- Computer und Recht (CR)
- Computer Law Review International (CRi)
- Erbschaft-Steuer-Berater (ErbStB)
- Ertrag-Steuer-Berater (EStB)
- Familien-Rechts-Berater (FamRB)
- Finanz-Rundschau (FR)
- GesundheitsRecht (GesR)
- GmbH-Rundschau (GmbHR)
- GmbH-Steuer-Berater (GmbHStB)
- Internationale Steuer-Rundschau (ISR)
- IP-Rechts-Berater (IPRB)
- IT-Rechts-Berater (ITRB)
- Miet-Rechts-Berater (MietRB)
- Monatsschrift für Deutsches Recht (MDR)
- Steuerberater Woche (StBW)
- Steuer und Wirtschaft (StuW)
- Umsatz-Steuer-Berater (UStB)
- Umsatzsteuer-Rundschau (UR)
- Zeitschrift für die notarielle Beratungs- und Beurkundungspraxis (NotBZ)
- Zeitschrift für Konfliktmanagement (ZKM)
- Zeitschrift für Wirtschaftsstrafrecht und Haftung im Unternehmen (ZWH)

### Monographien
- Tipke, Die Steuerrechtsordnung

### Handbücher und Sammelwerke
- Anwaltshandbücher (zu fast allen Rechtsgebieten)
- GmbH-Handbuch
- Marsch-Barner/Schäfer, Handbuch börsennotierte AG
- Reithmann, Internationales Vertragsrecht
- Tipke/Lang, Steuerrecht

### Kommentare
- Assmann/Schneider, Wertpapierhandelsgesetz
- Assmann/Wallach/Zetzsche, Kapitalanlagegesetzbuch
- Erman, BGB
- Herrmann/Heuer/Raupach, EStG/KStG
- Scholz, GmbHG
- Tipke/Kruse, AO/FGO
- Ulmer/Brander/Hensen, AGB-Recht
- WiKo-Medizinprodukterecht
- Zöller, Zivilprozessordnung